# Schienenhülsenapparat
Ein Schienenhülsenapparat ist ein orthopädisches Hilfsmittel, das zur Führung und Unterstützung geschwächter oder gelähmter Gliedmaßen dient und früher vor allem bei Opfern der Poliomyelitis zum Einsatz kam. Es besteht aus metallenen Schienen, ggf. mit Gelenken, und meist aus Leder gefertigten, großflächig aufliegenden Hülsen für die einzelnen Abschnitte der Gliedmaßen. Diese Hülsen, die meist geschnürt oder auch mit Klettverschluss versehen sind, ermöglichen eine stabilere Führung des geschädigten Körperteils als der verwandte Schienenschellenapparat, bei dem keine ganzen Gliedmaßenabschnitte umschlossen sind, sondern jeweils nur einzelne Riemen (Schellen) die Schiene mit dem Körperteil verbinden. Verbreitete Anwendung fand der Schienenhülsenapparat insbesondere durch das Wirken des Gögginger „Wunderdoktors“ Friedrich Hessing. Bereits 1873 hatte der Amerikaner Charles Fayette Taylor in seinem Buch: "Ueber die mechanische Behandlung der Erkrankung des Hüftgelenkes", einen Schienenhülsenapparat abgebildet und beschrieben. Das Verdienst Hessing's bestand jedoch in der Verbesserung dieses mechanischen Hilfsmittels. Eine Weiterentwicklung war u. a. mit einem Hüftstück ausgestattet, welches bereits im Hessingkorsett Verwendung fand. Beim Gehen konnte das Bein so notfalls vollständig entlastet werden.
Charakteristisch war ein gewisses hell schepperndes Geräusch, das beim Vorbeigehen eines Nutzers dieser Gehhilfe etwa in einem ruhigen Gebäudegang zu hören war. Eventuell neben dem Knarzen zusätzlich genutzter Krücken.

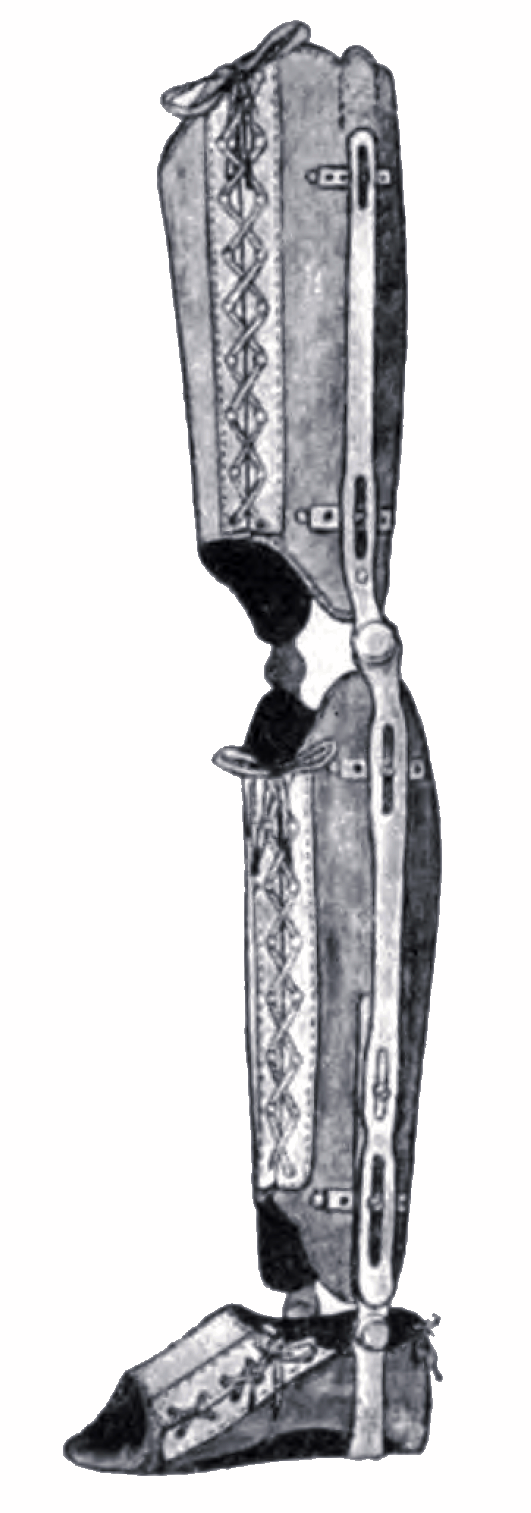
Verbesserter Schienenhülsenapparat von Friedrich Hessing
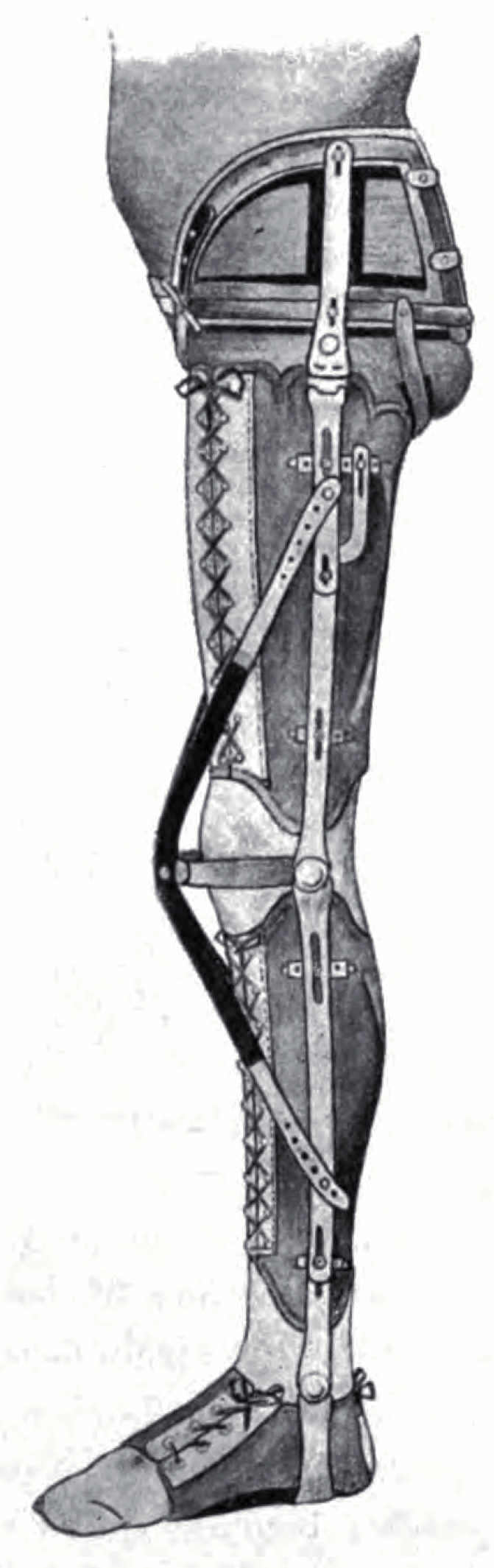
Schienenhülsenapparat, Entwicklung von Friedrich Hessing
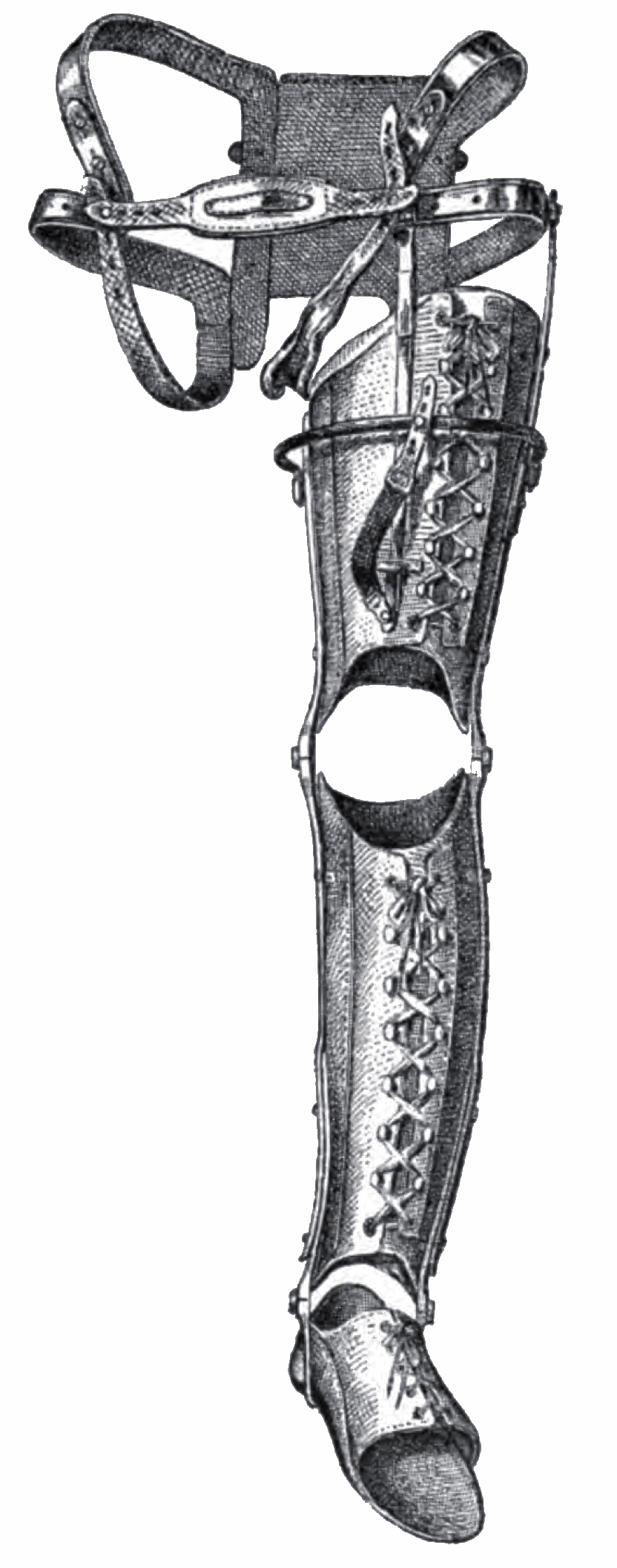
Schienenhülsenapparat, Entwicklung von Friedrich Hessing

## Quelle
- Hrsg. Dr. Albert Hoffa, Deutsche Orthopädische Gesellschaft: "Zeitschrift für orthopädische Chirurgie einschliesslich der Heilgymnastik und Massage", VI. Band, Verlag Ferdinand Enke, Stuttgart 1899, S. 36ff